# Knut den helige

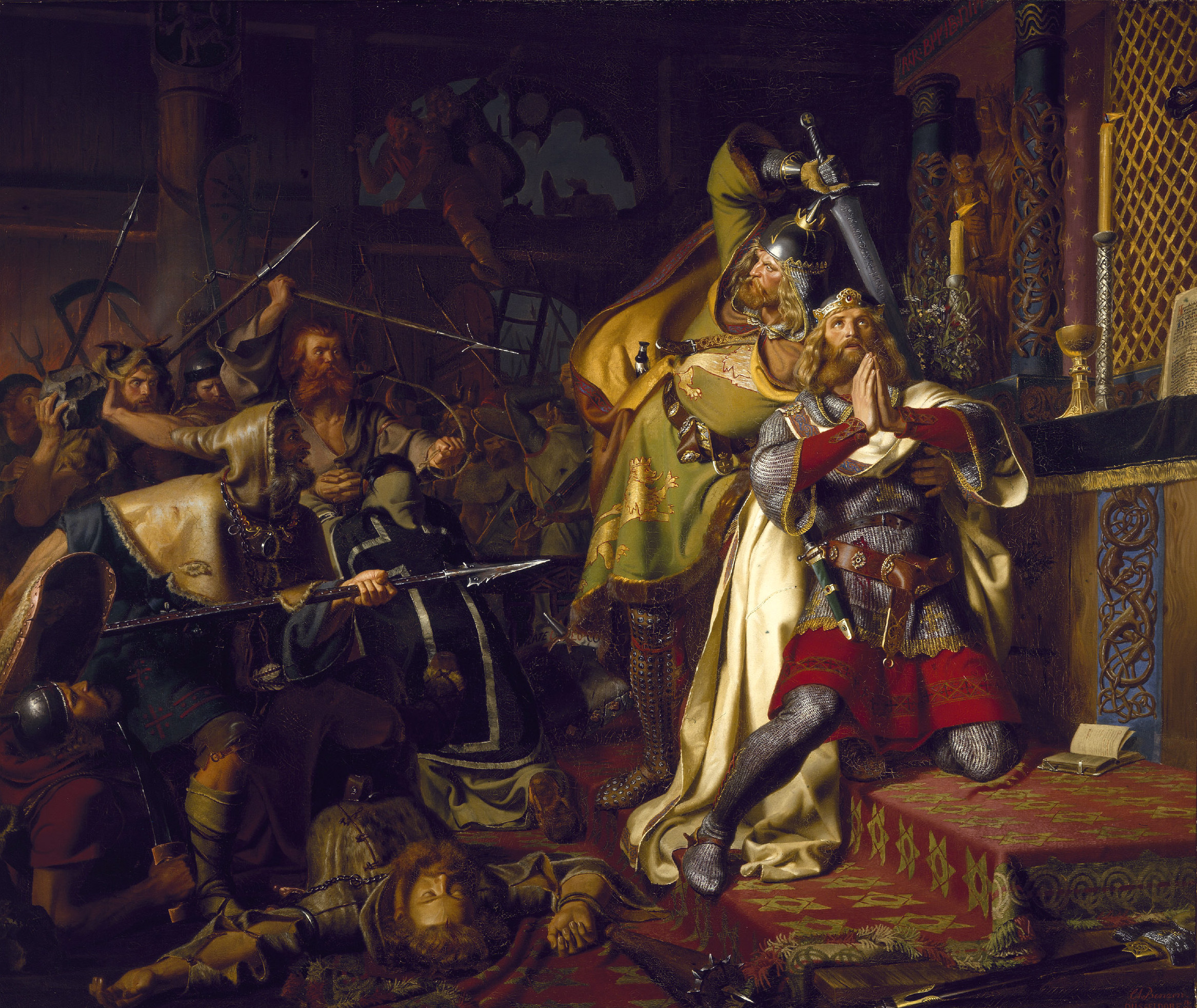
Knut den heliges död 1086. Målning av Christian Albrecht von Benzon 1843.

Knut den helige, Knut IV av Danmark, född cirka 1040–1043, död 10 juli 1086 i Odense (enligt legenden mördad), var kung av Danmark 1080–1086. Knut efterträdde sin bror Harald Hein vid dennes död. Han var näst äldst av kung Sven Estridssons fem söner.

## Biografi
Knut den helige är ett kanoniserat helgon inom Romersk-katolska kyrkan med festdag den 19 januari, medan Sverige och Finland firar Knutsdagen den 13 januari efter hans brorson Knut Lavard. Knut den helige var gift med Adele av Flandern (död 1115), som var syster till greve Robert II av Flandern. Knut hade tre barn, något oklart om alla var med Adele: två döttrar, Cecilia Knutsdotter av Danmark och Ingegärd Knutsdotter av Danmark, och en son, sedermera Karl I av Flandern. Sonen blev inte regent i Danmark, eftersom Knut efterträddes av sin bror Olof Hunger. 
Knut den helige ville återställa Knut den stores rike, men det föll inte i god jord hos stormännen. 1085 samlade Knut hela danska ledungsflottan – cirka 1 000 fartyg – i Limfjorden i norra Jylland för att göra en attack mot England. Men flottan kom aldrig iväg eftersom Knut var upptagen vid den södra gränsen mot Tyskland, där han var i konflikt med den tysk-romerska kejsaren, Henrik IV. Inte förrän in på sommaren blev flottan hemförlovad. 
Knut sände fogdar för att samla in böter från dem som hade rest hem för tidigt, för att de ville ta hand om skördarna på sina gårdar. Detta resulterade i en öppen revolt och Knut var tvungen att fly från den kungliga gården Børglum till biskop Henriks gård Biskopstorp i Bejstrup, medan merparten av hans män var samlade vid kungsgården Aggersborg. Han fortsatte vidare till Viborg och Slesvig för att slutligen hamna i Odense på Fyn.
Revoltens ledare Piper (Eivind Bifra) och hans folk belägrade Odense och intog sedan staden. Kungen begav sig då till kyrkan Sankt Albani där han trodde sig vara säker. Piper försökte bränna ner kyrkan som var av trä. Då detta inte lyckades trängde Piper och hans män in i kyrkan den 10 juli 1086. Här dödades kungens bror Benedikt och de sjutton hirdsmännen och slutligen Knut själv. Enligt traditionen mördades han framför högaltaret. Av kungens följe var det enbart hans bror, Erik Ejegod, som undkom levande. Även upprorsledaren Piper sårades dödligt denna dag.

## Helgonförklarad
Omedelbart efter Knuts död arbetade bland andra Erik Ejegod för att få Knut utsedd till helgon. Efter Knuts död samlades stormännen och, som det står i Roskildekrönikan, tog de "hans broder Olof till kung och gjorde honom till medhärskare över hela Danmarks rike". Under Olofs regeringstid rådde "en ohygglig hungersnöd i nio år". Snart hette det att olyckorna som drabbade Danmark var Guds straff för mordet på Knut. 
Troligen begravdes Knut i Sankt Albani kyrka, där kyrkobyggnaden 1095 ersattes med en större kalkstenskyrka. Det började snart uppstå rykten om att underverk skedde vid hans grav, och 1101, som enda danska kung, kanoniserades han. Hans jordiska rester lades i ett gyllene helgonskrin vid altaret i kyrkan, nu kallad Sankt Knuts kyrka. En okänd munk skrev en helgonlegend om hans martyrskap. Sannolikt samma biografi som cirka 1120 skrevs om kungen av en engelsk munk med namnet Ailnot, då verksam i Odense kloster (Schnell).
När den nuvarande Sankt Knuts Kyrka började byggas på 1200-talet flyttades relikerna med till den nya kyrkan.

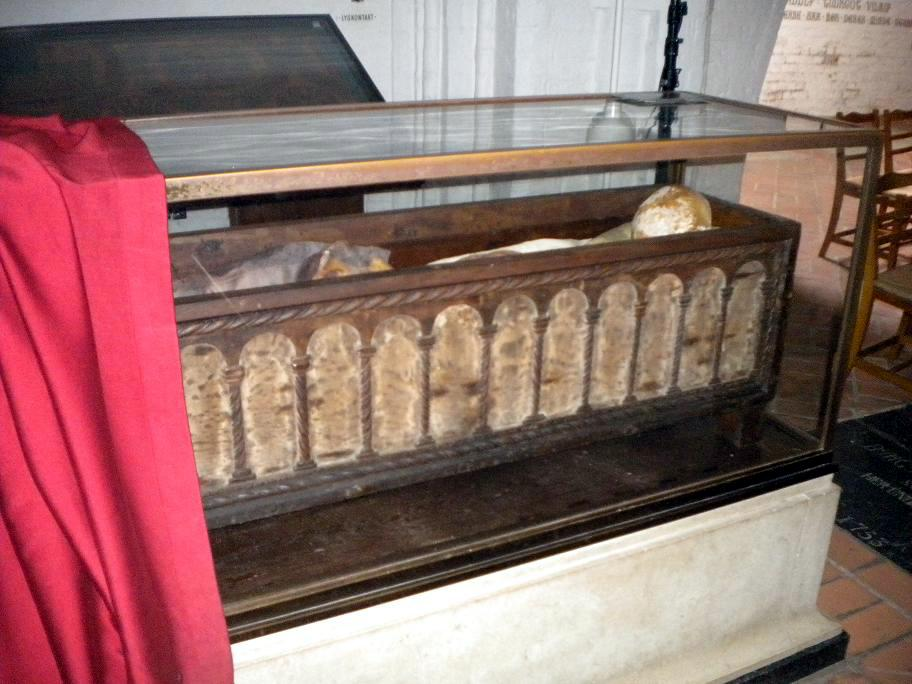
Kung Knuts grav i Odense domkyrka.

Skeletten av både Knut den helige och hans bror Benedikt kan ses i Odense domkyrkokrypta, där de ställts ut i glaskistor. De jordiska resterna undersöktes i mars 2008 av forskare från Retsmedicinsk Institut vid Syddansk Universitet i Odense. Undersökningen visade att
- Knut var högerhänt
- Knut inte blev mördad av en lansstöt i sidan, som uppges av Ailnot från Canterbury 20 år efter mordet, då undersökningen visade på ett tydligt och våldsamt hugg eller stöt på korsbenet precis under länden, som inte orsakas av en stöt från sidan, utan snarare framifrån genom den nedre delen av bukhålan, om det överhuvudtaget har uppkommit på morddagen.
- Knut inte hade några skadade revben, vilket inte är förenligt med att han attackerades av flera män på en gång. En förklaring kan vara att han har haft en ringbrynjeskjorta, men det finns inga tecken på defensiva märken på underarmar, vilket skulle vara förenligt med en av skildringarna av mordet, där det sägs att Knut skulle ha accepterat sitt öde och satt sig framför altaret och tagit emot angreppen utan motstånd.

## Övrigt
Knut nämns enligt vissa, äldre källor i samband med korståg där man kristnade Kurland och Livland.